# Buor-Chaja-Bucht
Die Buor-Chaja-Bucht (auch Buor-Chaja-Golf; russisch губа Буор-Хая guba Buor-Chaja oder Борхая губа Borchaja guba) ist die südlichste Bucht der Laptewsee, eines Randmeers des Arktischen Ozeans. Sie liegt südöstlich des Lenadeltas und gehört zur Republik Sacha der Russischen Föderation.

## Geographie und Ozeanographie
Der Eingang zur Bucht zwischen dem Kap Muostach der Bykowski-Halbinsel im Westen und Kap Buor-Chaja der Buor-Chaja-Halbinsel im Osten ist 110 Kilometer weit. Die Buchttiefe beträgt 120 Kilometer. Die Wassertiefe liegt im äußeren Teil der Bucht bei 13 bis 18 Metern, der innere Bereich ist sehr seicht. Nebenbuchten der Buor-Chaja-Bucht sind die Tiksi-Bucht im Nordwesten, die Chara-Ulach-Bucht im Südwesten und die Sytygan-Tala-Bucht im Süden. Der größte Fluss, der in die Bucht mündet, ist der Omoloi mit einem Einzugsgebiet von 38.900 km². Weitere Zuflüsse heißen Chara-Ulach, Kuollagai, Djagaryn und Chopto-Jurjage. Vom Kap Muostach erstreckt sich eine Sandbank nach Südosten in die Buor-Chaja-Bucht. An ihrem südlichen Ende befindet sich die 16 Kilometer entfernte Insel Muostach. 20 Kilometer westlich von Muostach liegen die Karaulnyje Kamni, eine Gruppe von Felsinseln. Die nach Michail Iwanowitsch Brusnew, einem Teilnehmer der Russischen Polarexpedition von 1900 bis 1903, benannte Brusnew-Insel befindet sich in der Tiksi-Bucht.
An der Tiksi-Bucht liegt der für die Lenaschifffahrt und den nördlichen Seeweg wichtige Hafen von Tiksi. Die Siedlung städtischen Typs hat etwa 5000 Einwohner.
Die Salinität des Meerwassers beträgt in der Buor-Chaja-Bucht 5 ‰. Die Gezeiten wirken sich nur geringfügig aus. Der Tidenhub beträgt 30 Zentimeter. Die Buor-Chaja-Bucht ist jährlich von Mitte Oktober bis Mitte Juli von Eis bedeckt. Im August kann die Oberflächenwassertemperatur aber 10 bis 14 °C erreichen. Im westlichen Teil der Bucht erhöhte sich die Anzahl der Freiwassertage in den Jahren 2010 bis 2012 gegenüber den zwei vorangegangenen Dekaden von 81 auf 96. Damit einher ging eine zunehmende Küstenerosion, die zum Beispiel auf Muostach, deren Boden zu 87 % aus Eis besteht, zu einem Rückgang der Küstenlinie um 3,1 Metern pro Jahr führte. Die Fläche der Insel nahm innerhalb von 60 Jahren um 24 % ab.

## Geschichte
Die Bucht wurde 1739 während der Großen Nordischen Expedition von Dmitri Laptew erstmals vermessen. Von 1902 bis 1903 überwinterte die Sarja, das Schiff der Russischen Polarexpedition Eduard von Tolls, in der Tiksi-Bucht und wurde aufgegeben. Als Beitrag zum 2. Internationalen Polarjahr nahm die Sowjetunion 1932 auf einer Landzunge im Süden der Tiksi-Bucht eine Polarstation in Betrieb, um die später die Siedlung Poljarka entstand. 1933 wurde 6 Kilometer weiter nördlich Tiksi gegründet. Weitere Polarstationen entstanden auf der Insel Muostach (1936), am Kap Buor-Chaja (1953) und am Flughafen Tiksi (1955). Nach dem Ende der Sowjetunion wurden sie auf Wetterstationen reduziert. Im Jahr 2010 wurde in Zusammenarbeit mit dem Finnischen Meteorologischen Institut, der US-amerikanischen National Oceanic and Atmospheric Administration (NOAA) und der National Science Foundation (NSF) das Hydrometeorologische Observatorium Tiksi gegründet.
1934 musste das Transportschiff Prontschischtschew ungeplant vor der Omoloimündung überwintern. Die Besatzung erkrankte an Skorbut, der Kapitän starb.